# سيريل يابي
سيريل يابي (بالفرنسية: Cyril Yapi)‏ هو لاعب كرة قدم فرنسي في مركز الوسط، ولد في 18 فبراير 1980 في لوريان في فرنسا. لعب مع ستاد رين وستاد لافالوا ونادي كومو.

## وصلات خارجية
- سيريل يابي على موقع قاعدة بيانات كرة القدم.إي يو (الإنجليزية)
- سيريل يابي على موقع Soccerway.com (الإنجليزية)
- سيريل يابي على موقع عالم كرة القدم.نت (الإنجليزية)
- سيريل يابي على موقع GSA (الإنجليزية)